# Carlos Sáenz de Tejada
Carlos Sáenz de Tejada, né le 22 juin 1897 à Tanger et mort le 24 février 1958 à Madrid, est un artiste-peintre espagnol.

## Biographie
Carlos Sáenz de Tejada est né le 22 juin 1897 à Tanger,. Son père est consul d'Espagne à Oran. Il étudie la peinture dans l'atelier de Daniel Cortès, puis entre à l'École des beaux-arts de Madrid dans l'atelier de Sorolla. Il est aussi élève de López Mezquita et de Álvarez de Sotomayor. Il complète sa formation à Paris. Durant la guerre civile en Espagne, il est nommé chef de la Section graphique de propagande étrangère. Il devient professeur des beaux-arts.
Il est mort le 24 février 1958, à Madrid.